# District de Tumkur
Le district de Tumkur ou Tumakuru est un district de l'État du Karnataka, en Inde.

## Géographie
Au recensement de 2011, sa population comptait 2 678 980 habitants. Son chef-lieu est la ville de Tumakuru. 